# Hùng Châu
Hùng Châu là một xã thuộc tỉnh Nghệ An, Việt Nam. Xã được hình thành trên cơ sở sáp nhập các xã Diễn Đoài, Diễn Lâm, Diễn Trường và Diễn Yên của huyện Diễn Châu trong đợt Sáp nhập tỉnh thành Việt Nam 2025.

## Địa lý
Xã Hùng Châu có vị trí địa lý:
- Phía Đông giáp xã Hải Châu và xã Đức Châu;
- Phía Nam giáp xã Đức Châu, xã Đông Thành và xã Bình Minh;
- Phía Tây giáp xã Quỳnh Tam;
- Phía Bắc giáp xã Quỳnh Sơn và xã Quỳnh Lưu.

Xã Hùng Châu có diện tích tự nhiên 69,11 km².

## Hành chính và tên gọi
Xã Hùng Châu được thành lập theo Nghị quyết số 1678/NQ-UBTVQH15 của Ủy ban Thường vụ Quốc hội Việt Nam, ban hành ngày 16 tháng 6 năm 2025. Theo đó, sắp xếp toàn bộ diện tích tự nhiên, quy mô dân số của các xã Diễn Đoài, Diễn Lâm, Diễn Trường và Diễn Yên thuộc huyện Diễn Châu trước đây thành một xã mới có tên gọi là xã Hùng Châu.
Trước đó, theo Đề án sắp xếp đơn vị hành chính cấp xã tỉnh Nghệ An, xã này là xã Diễn Châu 8.
Sau sắp xếp xã có diện tích tự nhiên: 69,11 km², quy mô dân số: 55.583 người.